# マウリッツ・ホーカン・ビョルンストロム＝ステファンソン
マウリッツ・ホーカン・ビョルンストロム＝ステファンソン（スウェーデン語: Mauritz Håkan Björnström-Steffansson、1883年11月9日 - 1962年5月21日）は、スウェーデンの実業家。タイタニック号に一等船客として乗船しており、同船の沈没事故から生還を果たした。1913年初頭、タイタニック号を運用していたホワイト・スター・ライン社に対して巨額の賠償請求をした人物である。

## 前半生
マウリッツ・ホーカン・ビョルンストロム＝ステファンソンは1883年11月9日にスウェーデン＝ノルウェー連合王国のオステルファーネボーで、エリック・サミュエル・ステファンソンとベルタ・マリア・ビョルンストロムとの間に生まれた。彼の父であるエリックは、スウェーデンにおける木材パルプ産業の先駆け的存在である。スウェーデン王立工科大学で化学工学を学んだ後、スウェーデン政府から奨学金を給付されたビョルンストロム＝ステファンソンはワシントンD.C.に渡ってさらに化学工学を深めた。1904年にはスヴェア砲兵連隊の予備役下級少尉に任官された。

## タイタニック号

### ヒュー・ウールナーによる証言
ビョルンストロム＝ステファンソンは、1912年4月10日にイギリスのサウサンプトンから一等船客としてタイタニック号に乗船した（乗船券番号110564、価格26ポンド11シリング）。同じく一等船客として乗船していたヒュー・ウールナーが事故後にアメリカ上院査問会で証言したところに拠ると、タイタニック号が氷山と接触した4月14日の午後11時40分、ビョルンストロム＝ステファンソンとウールナーは一等客の喫煙室にいた。救命胴衣を着用し甲板に上がった二人は、船員とともに女性や子供が救命ボートに乗り込むのを手伝ったが、当初彼らは単なる避難訓練に過ぎないと信じて疑わなかったという。
次第に事の深刻さを理解し始めると、ビョルンストロム＝ステファンソンとウールナーは女性や子供より先にC号ボートに乗船し、彼女たちの席を奪った数人の男性を船員とともに引き摺り下ろした。救命ボートがタイタニック号から次々と離船していく中で、沈没までの間に彼らは水没したAデッキから折り畳み式D号ボートの僅かな隙間に飛び乗る機会を得た。このD号ボートはタイタニック号を最後に離れた救命ボートである。彼らは海中にいた別の男性を引き上げ、ともにオールを漕いでタイタニック号からD号ボートが離れるのを手伝った。

### 沈んだ絵画
1913年1月、ニューヨークのギルクリスト弁護士に提出されたビョルンストロム＝ステファンソンのホワイト・スター・ライン社に対する賠償請求には、フランスの画家メリー＝ジョゼフ・ブロンデルによる新古典主義の油絵である『チェルケス人の沐浴』が含まれていた。この絵画作品は彼がタイタニック号に持ち込んでいたものだが、沈没事故により船とともに北大西洋に沈んだ。彼はこの賠償として10万ドル（2014年の240万ドル相当、日本円換算で約2億7000万円）を請求している。10万ドルという請求額は、沈没事故で失われた貨物や荷物に対して行われた単一の請求額としては最高のものである。なお、現存する『チェルケス人の沐浴』はジョン・パーカーによる複製画であり、2014年11月に公開された。

## 事故後

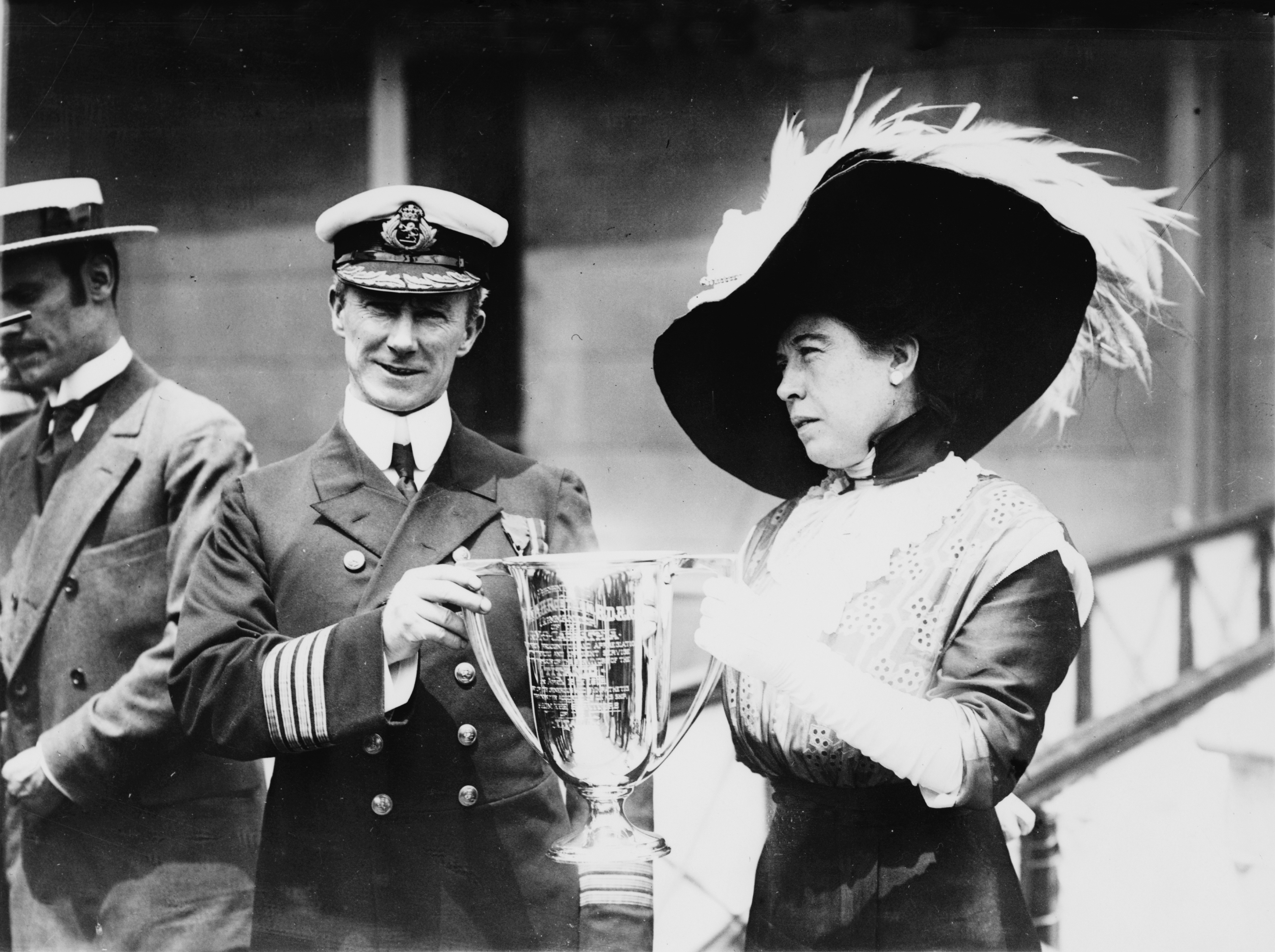
カルパチア号の船長であるアーサー・ロストロンに記念の杯を贈るマーガレット・ブラウン

沈没事故後、ビョルンストロム＝ステファンソンは生存者協会に所属し、救助に駆け付けたカルパチア号の船長や乗員に対してその功績を称えるメダルや杯を授与している。
1917年、ビョルンストロム＝ステファンソン同様沈没事故から生還したヘレン・チャーチル・キャンディーの紹介により、マリー・ピンショー・イーノと結婚した。1920年代には、カナダの製紙・木材パルプ産業、不動産などで多額の資産を得た。また、ニューヨークのパーク街に所有していた重要な不動産を賃貸マンションやホテルとして活用している。1930年に第一線から退いた。
妻であるマリー・ビョルンストロム＝ステファンソンは1953年に、マウリッツ・ホーカン・ビョルンストロム＝ステファンソンは1962年5月に死去した。彼はマンハッタンの東57丁目にあった邸宅で息を引き取ったが、ここは彼がマンハッタンに所有していた私邸のうちの一軒であった。彼らには子供がいなかったため、遺された莫大な資産は甥であるトルド・ステファンソンに相続された。